# Есекс (Онтарио)
Есекс (енгл. Essex) је градић у Канади у покрајини Онтарио. Према резултатима пописа 2011. у граду је живело 19.600 становника.

## Становништво
Према резултатима пописа становништва из 2011. у граду је живело 19.600 становника, што је за 2,2% мање у односу на попис из 2006. када је регистровано 20.032 житеља.
| 2006.  | 2011.  |
| ------ | ------ |
| 20.032 | 19.600 |